# Canarium euphyllum
Canarium euphyllum là một loài thực vật có hoa trong họ Burseraceae. Loài này được Kurz mô tả khoa học đầu tiên năm 1872.